# Рёмер, Михал Пиус
Михал Пиус Ромер (лит. Mykolas Romeris, 25 апреля (7 мая) 1880, деревня Багдонишки Новоалександровского уезда Ковенской губернии, ныне Багдонишкис, Литва — 22 февраля 1945) — российский, польский и литовский юрист, журналист, общественно-политический деятель.

## Биография
Происходил из шляхетского рода Ромеров. 
В 1901 году окончил Императорское училище правоведения в Санкт-Петербурге. Дальнейшее образование получил в Ягеллонском университете в Кракове, где учился в 1901—1902 годах, и в Парижской школе политических наук (1902—1905 годы). В 1911—1915 годах работал в редакции издания «Наша нива», в 1913 году — также в редакции вильнюсской газеты «Kurier Krajowy». Возглавлял виленскую масонскую ложу «Литва». Поддерживал идеи белорусского и литовского национализма, выступал одним из главных идеологов либерально-демократического крыла движения краёвцев. В 1913—1915 годах выдвинул теорию создания новой Речи Посполитой в виде конфедерации Польши и «исторической Литвы», при этом каждая из стран стала бы независимым и демократическим государством.
В 1915 году (во время Первой мировой войны) присоединился к легионам Юзефа Пилсудского, в 1919 году по поручению последнего проводил в Каунасе переговоры с литовским руководством о создании конфедерации с Польшей, завершившиеся неудачей. В 1920 году выступил против занятия Вильны войсками польского генерала Люциана Желиговского и уехал в Литву. В 1922 году стал профессором права Литовского университета, в 1927—1928 и 1933—1939 годах был его ректором. После передачи Вильнюса Литве перешёл в Вильнюсский университет, в котором работал до конца жизни, как после установления в Литве советской власти, так и при оккупации нацистской Германией. Во время оккупации организовывал в Вильнюсе тайные университетские курсы, участвовал в движении Сопротивления.
В 2004 году в его честь был назван Вильнюсский юридический университет.